# Thou Art Lord
Thou Art Lord ist eine griechische Black-Metal-Band, die 1993 gegründet wurde.

## Geschichte
Magus Wampyr Daoloth und Sakis Tolis lernten sich bei Rotting Christ kennen und beschlossen 1992 ein gemeinsames Projekt aufzuziehen, das wesentlich brutaler und aggressiver war, als die damals noch relativ harten Rotting Christ. Das Konzept sollte außerdem wesentlich stärker am Okkultismus und Satanismus orientiert sein. 1993 entstand das Demo The Cult of the Horned One, welches noch im gleichen Jahr auch als EP unter dem Titel Diabolu Archaes Legones veröffentlicht wurde. Auch 1993 erschien eine Split-7’’ mit der belgischen Band Ancient Rites.
1994 erschien das Debütalbum Eosforos, auf dem Mika Luttinen (Impaled Nazarene) und Gunther Theys (Ancient Rites) Gastauftritte hatten. Luttinen gründete noch im gleichen Jahr mit Magus Wampyr Daoloth Diabolos Rising und Gunther Theys mit Daoloth und Sakis Tolis Danse Macabre.
Nach dem 1996er Album Apollyon pausierte die Gruppe, da die beiden Musiker mit ihren Hauptbands völlig ausgelastet waren. 2002 wurde das Album DV8 veröffentlicht. Statt Sänger Gothmog, der die ersten Alben eingesungen hatte, übernahm Spiros Antoniou von Septic Flesh den Gesang. Auch das Schlagzeug hatte mit Akis Kapranos ein Mitglied von Septic Flesh übernommen. Die beiden waren aber lediglich als Sessionmusiker engagiert. Seitdem macht die Gruppe als Trio weiter. Magus Wampyr Daoloth übernahm zusätzlich den Gesang und mit Sakis Tolis’ Bruder Themis (Rotting Christ und Zemial) stieg ein fester Schlagzeuger ein. Orgia Daemonicum, das bis dato letzte Album erschien 2005.

## Stil

### Musik
Thou Art Lord spielten zu Anfang schnellen, harten Black Metal mit vereinzelten Industrial-Elementen und Keyboard-Einsätzen. Auch orchestrale Einflüsse sind erkennbar. Das zweite Album Apollyon dagegen orientiert sich eher am Death Metal, insbesondere durch die harten Gitarrenriffs. DV8 wiederum ist sehr schnelles Black-Metal-Album, das ohne orchestrale Passagen auskommt. Mit Orgia Daemonicum schuf die Gruppe ein Tribut an ihre alten Vorbilder wie Venom, Possessed, Slayer, Bathory, Sodom und Morbid Angel. Eine Coverversion von Power from Hell (Onslaught) beendet dieses Thrash-Metal-Album.

### Texte
Auch vom lyrischen Konzept unterscheiden sich Früh- und Spätphase. Auf den ersten beiden Alben standen satanische und okkulte Texte im Vordergrund. Beide Alben sind nach griechischen Gottheiten benannt: Hesperos, ein Gott nach dem der Abendstern Venus benannt war, und Apollyon, der griechische Name für Abaddon. Die späteren Alben haben zwar immer noch eine satanische, okkulte Ausrichtung, doch stehen hier eher sexuelle, orgiastische Elemente im Vordergrund.

## Diskografie

### Alben
- 1994: Eosforos
- 1996: Apollyon
- 2002: DV8
- 2005: Orgia Daemonicum
- 2013: The Regal Pulse of Lucifer

### Sonstige Veröffentlichungen
- 1993: The Cult of the Horned One (Demo)
- 1993: Diabolou Archaes Legeones (EP)
- 1993: Thou Art Lord/Ancient Rites (Split-EP)
- 2002: Diabolou Archaes Legeones (Kompilation)